# 四春三山國王廟
22°33′12″N 120°34′39″E / 22.553225°N 120.577550°E
四春三山國王廟，是位於臺灣屏東縣潮州鎮四春里的三山國王廟。

## 沿革
四春三山國王廟為潮州府饒平縣長彬村墾民攜帶故鄉長彬古廟、鴻程大廟信物前來，於雍正四年（1726年）在四塊厝的下頭建立。嘉庆二十三年（1818年）重修，並有當地仕紳所贈的「山靈永賴」、「維嶽降神」匾額。
1978年，廟宇重建。今址為潮州鎮四春里四春路24號。

## 雞爺
台灣廟宇神壇下方慣於擺設虎爺，但四春三山國王廟內殿則供奉臺灣罕見的雞爺將軍。據主委林國順表示，相傳三山國王廟的雞爺，除喚醒村民早起準備農作，每逢有災難要發生時會告示庄民注意，因此信眾在廟裡以雞籠象徵物奉祀，直到1978年廟身重建時，雕塑雞爺金身。雞爺像是以清水與五穀雜糧奉祀，被視為此廟的最大特色。2021年3月27日，由經營蘭花產業的麒悅企業董事長許志賢捐獻、藝術家莊明旗製作的雞爺大型裝置藝術揭幕。
同樣在主龕下祭祀公雞的，臺灣還有嘉邑大天宮。

## 外部連結
- 官方网站